# 유신성
유신성(劉新城, ?~?)은 고려의 공신이다. 사후에 서필(徐弼)과 함께 광종의 묘정에 공신으로 배향되었으며, 1033년에 태부(太傅)에 추증되었다.